# Alec Nevala-Lee

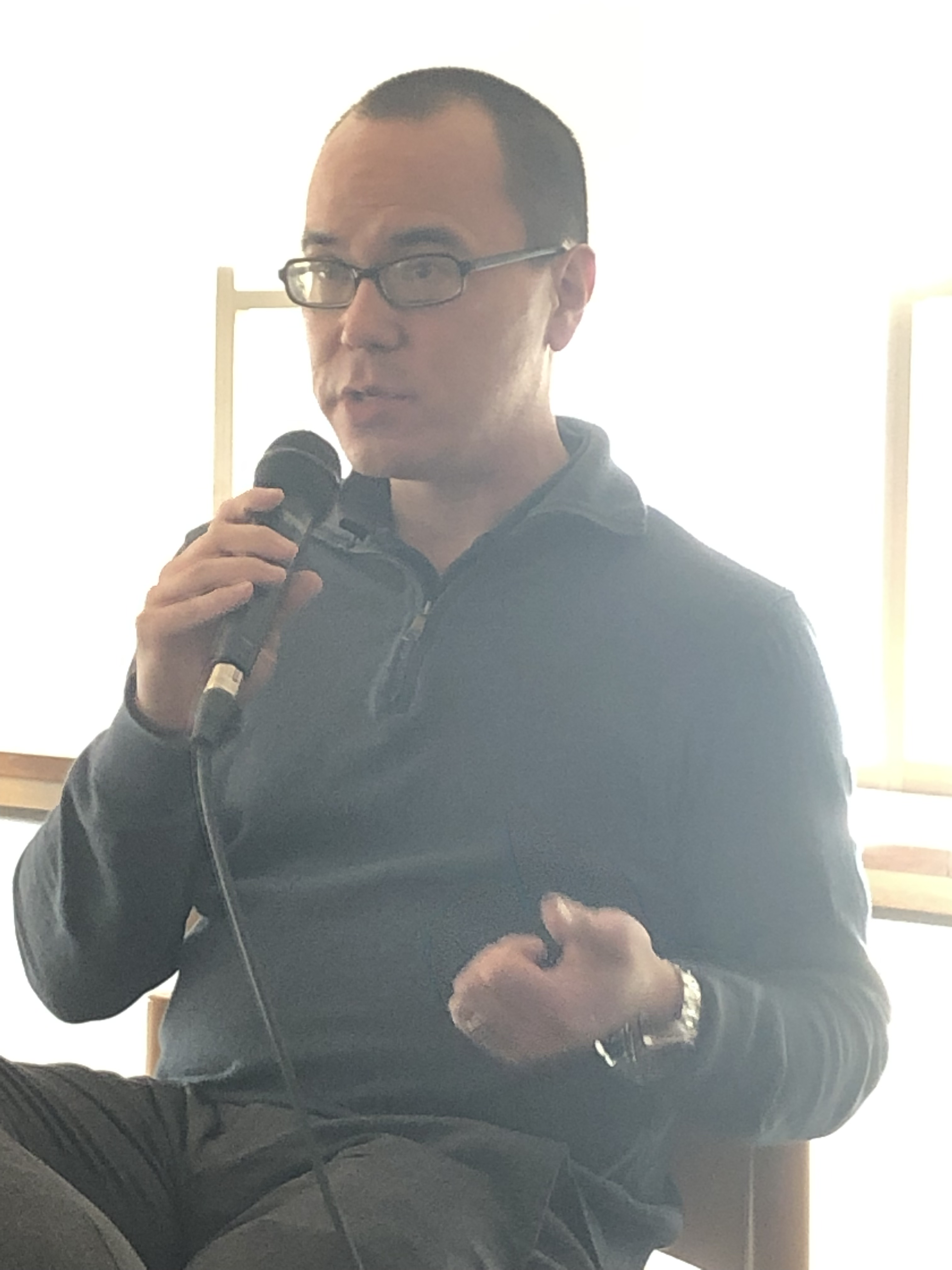
Alec Nevala-Lee (2018)

Alec Nevala-Lee (* 31. Mai 1980 in Castro Valley) ist ein amerikanischer Biograf, Romanautor und Science-Fiction-Autor. Er war Finalist des Hugo und des Locus Award für die Gruppenbiographie Astounding: John W. Campbell, Isaac Asimov, Robert A. Heinlein, L. Ron Hubbard und das Goldene Zeitalter der Science Fiction. Sein jüngstes Buch ist Inventor of the Future, eine Biografie des Architekturdesigners und Futuristen Buckminster Fuller.

## Werke/Schriften
- Astounding : John W. Campbell, Isaac Asimov, Robert A. Heinlein, L. Ron Hubbard, and the golden age of science fiction. 1. Auflage. Dey St. an imprint of William Morrow, New York, NY 2018, ISBN 978-0-06-257194-6 (532 S.).
- Inventor of the future : the visionary life of Buckminster Fuller. 1. Auflage. HarperCollins, New York 2022, ISBN 978-0-06-294722-2 (655 S.).
- Collisions : a physicist's journey from Hiroshima to the death of the dinosaurs. 1. Auflage. W. W. Norton, New York 2025, ISBN 978-1-324-07510-3 (338 S.).